# Système éducatif en république populaire de Chine
 (août 2009).
Si vous disposez d'ouvrages ou d'articles de référence ou si vous connaissez des sites web de qualité traitant du thème abordé ici, merci de compléter l'article en donnant les références utiles à sa vérifiabilité et en les liant à la section « Notes et références ».
Le système éducatif en république populaire de Chine (chinois simplifié : 中国教育体系) est géré par le ministère de l'Éducation.
Tout citoyen a l'obligation d'aller à l'école sur une durée minimale de neuf ans (instruction théoriquement gratuite et obligatoire de neuf ans mise en place par le gouvernement). De manière générale, la scolarité est donc obligatoire de 6 à 15 ans. En réalité, du fait de dotations budgétaires disparates entre zones rurales et zones urbaines, et d'une forte décentralisation dans la gestion de ces budgets, l'éducation primaire est le parent pauvre de l'éducation en Chine. Dans les zones rurales, il est fréquent que les parents payent pour assurer les salaires des enseignants.
Avant la création de la république populaire de Chine, l'éducation n'était disponible de fait que pour les notables, néanmoins l'accès à la fonction de mandarin était ouverte à tous. L'accession au pouvoir du Parti communiste chinois en 1949 entraîna une modification profonde de l'ensemble du système éducatif.
Les régions administratives spéciales de Hong Kong et de Macao gèrent leurs systèmes éducatifs en autonomie.

## Faits historiques
Au lendemain de la Seconde Guerre mondiale, un grand nombre de savants, ingénieurs et intellectuels suivirent Tchang Kaï-chek dans sa retraite sur Taïwan, ce qui contribua grandement à l'avènement du miracle économique de la république de Chine, mais cette population éduquée fit défaut à la jeune république populaire de Chine. La méfiance du Parti communiste chinois vis-à-vis des populations citadines éduquées et intellectuelles entraina de nombreuses purges, dont la révolution culturelle fut l'une des plus importantes. En 1973, Zhang Tiesheng rend une copie blanche à un examen universitaire, indiquant n'avoir  « aucun respect pour les rats de bibliothèque qui ont eu la vie facile ». Cette posture sera appréciée des autorités maoïstes qui utiliseront son cas dans leur propagande. Il sera élu député à l'Assemblée nationale populaire en 1975. Lors de cette période, les écoles d'éducation supérieure ont été fermées et une génération entière de diplômés a été perdue, amenant un appauvrissement de la main-d’œuvre qualifiée par rapport aux avancées technologiques que connaît plus tard la Chine.
Durant la période post-Mao, les politiques d'éducation évoluent. Sous Deng Xiaoping, le régime politique en place ressent la nécessité de développer la science, la technologie, les ressources intellectuelles et surtout l'éducation populaire afin de moderniser le pays. Les demandes en éducation sont alors élevées, notamment dans les domaines des nouvelles technologies, des sciences de l'information et de l'administration, en raison de la réforme économique du pays. Le gouvernement perçoit des besoins importants en main-d’œuvre qualifiée afin de subvenir aux besoins de sa nombreuse population.
Par ailleurs dès les années 1950, il est créé pour les minorités des écoles spécifiques. Ainsi après l'intervention de l'armée populaire de libération au Tibet en 1950, des enfants tibétains ont été accueillis dans les écoles des minorités chinoises pendant la décennie 1950-1960. L'étude établie par l'université Laval située à Québec, indique deux raisons à ce déplacement d'enfants : d'une part ils devaient recevoir une éducation politique et d'autre part être initiés à la culture Han.
« des milliers d'enfants furent arrachés à leur famille pour recevoir en Chine une éducation marxiste-léniniste . »
« Enfin, une autre forme de la politique d'immigration consistait à déporter de jeunes enfants issus des minorités nationales vers la région de Pékin en vue de les initier à la culture han. Cette dernière mesure fut inégalement appliquée parce qu'elle provoquait la révolte chez les minoritaires, notamment les Tibétains, qui ne semblaient pas comprendre les « bienfaits » de l'éducation han. »
« À cette époque, les déclarations du gouvernement chinois portaient constamment sur la « supériorité des Han », la « mission civilisatrice des Han », le « devoir moral » pour les non-Han d'accéder au niveau des Han. Pour le gouvernement, les Han, perçus comme « plus avancés », constituaient « le guide des peuples ». La tâche du Parti communiste et du gouvernement était donc d'« aider les peuples minoritaires à rattraper le peuple han dans la grande marche vers le socialisme ». Pour leur part, les Han considéraient les groupes minoritaires comme des arriérés ou des barbares, voire des chiens, des requins ou des bons à rien qu'il faut tirer de leur infériorité. »
Vers 1980, la base du système scolaire évolue : le développement des attitudes et des connaissances politiques est mis au second plan, remplacé par la qualification en vue du marché du travail. Les politiques actuelles d'éducation visent un système d'éducation universelle au primaire et au secondaire afin de rendre la main-d’œuvre plus qualifiée. Cette politique contraste avec la précédente qui visait l'éducation universelle pour des raisons d'égalité. Parmi ces politiques, en 1985, le gouvernement a instauré une loi rendant obligatoire un minimum de 9 ans d'éducation. Cependant, aujourd'hui, si l'éducation primaire est universelle, un manque de ressources limite l'accès à l'éducation secondaire et supérieure.

## Système scolaire
| Universités / Études supérieures        |                                         |                                                             |
| Gaokao (Baccalauréat chinois)           |                                         |                                                             |
| Lycée général / professionnel           | Lycée général / professionnel           | Classe Lycée 3 (équivalent de la terminale)                 |
| Lycée général / professionnel           | Lycée général / professionnel           | Classe Lycée 2 (équivalent de la première)                  |
| Lycée général / professionnel           | Lycée général / professionnel           | Classe Lycée 1 (équivalent de la seconde)                   |
| Zhongkao (Brevet chinois)               |                                         |                                                             |
| Collège                                 | Collège                                 | Classe Collège 3 (équivalent de la troisième)               |
| Collège                                 | Collège                                 | Classe Collège 2 (équivalent de la quatrième)               |
| Collège                                 | Collège                                 | Classe Collège 1 (équivalent de la cinquième)               |
| École primaire (à partir de 6 ou 7 ans) | École primaire (à partir de 6 ou 7 ans) | Classe École Niveau 6 (équivalent de la sixième du collège) |
| École primaire (à partir de 6 ou 7 ans) | École primaire (à partir de 6 ou 7 ans) | Classe École Niveau 5 (équivalent du CM2)                   |
| École primaire (à partir de 6 ou 7 ans) | École primaire (à partir de 6 ou 7 ans) | Classe École Niveau 4 (équivalent du CM1)                   |
| École primaire (à partir de 6 ou 7 ans) | École primaire (à partir de 6 ou 7 ans) | Classe École Niveau 3 (équivalent du CE2)                   |
| École primaire (à partir de 6 ou 7 ans) | École primaire (à partir de 6 ou 7 ans) | Classe École Niveau 2 (équivalent du CE1)                   |
| École primaire (à partir de 6 ou 7 ans) | École primaire (à partir de 6 ou 7 ans) | Classe École Niveau 1 (équivalent du CP)                    |
| Maternelle (à partir de 4 ans)          | Maternelle (à partir de 4 ans)          | Grande section                                              |
| Maternelle (à partir de 4 ans)          | Maternelle (à partir de 4 ans)          | Moyenne section                                             |
| Maternelle (à partir de 4 ans)          | Maternelle (à partir de 4 ans)          | Petite section                                              |

Le système scolaire classique est semblable au système français, comprenant l'école maternelle (幼儿园), l'école primaire (小学), le collège (初级中学/初中), le lycée (高级中学/高中) et l'université (大学).
D'autres institutions existent comme des garderies, des écoles spécialisées pour les sourds et les muets, des écoles secondaires (comprenant des écoles d'agriculture et professionnelles), des écoles pour les enseignants, des écoles techniques et plusieurs institutions d'études supérieures (collèges et universités généraux ou spécialisés), etc.
En juin 1985, la Conférence nationale sur l'éducation a aboli l'ancien ministère de l'éducation et a créé une « Commission d'État pour l'éducation » (State Education Commission). Celle-ci a pour but de coordonner les politiques d'éducation, de gérer toutes les organisations éducatives (sauf celles relevant de l'armée), de planifier les objectifs éducatifs généraux, de coordonner les programmes de différents départements, de normaliser la réforme, d'universaliser et d'améliorer les études élémentaires, d'augmenter le nombre d'écoles, de qualifier les enseignants et de développer l'éducation technique et professionnelle. Une norme uniforme pour les examens, les cahiers de notes et la qualification des enseignants a été mise en place.
Des commissions scolaires régionalisées assurent une autonomie aux provinces et à certaines villes afin d'adapter leur enseignement aux besoins de leur région et à leurs ressources financières. La Commission d'État sur l'éducation dirige ces commissions scolaires. Le but premier de la création de ces commissions est le développement de l'éducation primaire ; ceci fait suite à la loi de 1986 instaurant le principe d'une scolarité obligatoire et gratuite de neuf ans (six ans d'école primaire et trois ans de collège).

### Éducation préscolaire
L'éducation préscolaire, qui débute vers l'âge de trois ans et demi, fut réformée vers 1985. Le gouvernement croit que l'éducation préscolaire doit être financée par des organisations individuelles et des entreprises.

### Éducation primaire
Dans un pays aussi vaste que la république populaire de Chine, le développement de l'enseignement primaire universel est un accomplissement. Avant 1949, 20 % des jeunes de sept ans fréquentaient l'école primaire ; en 1985, ce pourcentage était monté à 96 %. Cependant, seuls 30 % des élèves terminent et réussissent leurs études : ces élèves vivent principalement dans les villes. La république compte approximativement 832 000 écoles primaires. Dans les villages, on compte plusieurs enseignants itinérants : ils donnent des cours le matin dans une école et l'après-midi dans une autre. La loi sur l'instruction obligatoire de 9 ans implique des écoles gratuites et situées dans des endroits accessibles aux enfants. En réalité, les parents doivent payer de petits frais pour les livres, le transport et la nourriture (environ 20 yuans vers la fin des années 1980)[réf. souhaitée], quand ils ne doivent pas se substituer aux gouvernements locaux ayant privilégié l'éducation universitaire au détriment du primaire et du secondaire ; les familles les plus pauvres reçoivent une allocation.
Les enfants commencent l'école à sept ans pour deux semestres d'études. Les cours enseignés sont les cours de chinois, de mathématiques, d'éducation physique et sportive, de musique, d'arts plastiques, de sciences naturelles et d'éducation civique, morale et société. L'anglais comme langue seconde est introduite à la classe Niveau 2.
Dans toutes les écoles primaires en Chine, les élèves assistent à une cérémonie du lever du drapeau tous les lundis matin et sont obligés de porter l'uniforme de leur école ce jour-là. En plus de l'uniforme, les écoliers doivent porter un foulard rouge autour du cou, symbolisant un angle du drapeau chinois ainsi qu'un chapeau jaune à l'extérieur de l'établissement scolaire pour la sécurité routière.
Les écoles rurales adoptent généralement un horaire flexible, variant selon la saison agricole, et visent à préparer les élèves au travail manuel. Ainsi, leur programme se limite souvent aux cours de langue chinoise, de mathématiques et de morale. Au contraire, les écoles urbaines ont un horaire fixe sur six jours et donnent une éducation en vue d'études et d'emplois supérieurs. Le gouvernement tend à vouloir diminuer le fossé entre ces deux réalités,[évasif] d'autant plus que nombre de parents croient que l'éducation rurale ne donne aucune chance à leurs enfants et les confine à une vie agricole qu'ils peuvent déjà exercer sans éducation. D'une façon générale, le système scolaire chinois propose des enseignements de qualité très variables, avec des filières destinées de fait aux enfants de l'élite, qui favorise la reproduction ou l'accroissement des inégalités sociales.
Le Parlement adopte en octobre 2021 une loi visant à limiter les devoirs et les cours extrascolaires, les autorités estimant que la charge de travail pesant sur l'élève était excessive et nuisait à son développement personnel.

### Éducation spécialisée
La Conférence nationale sur l'éducation de 1985 reconnaissait l'importance d'accorder une éducation spécialisée, aussi bien afin de favoriser les surdoués que les élèves en difficultés d'apprentissage. Dans la majorité des cas, la responsabilité des élèves ayant des problèmes physiques ou psychologiques sévères était laissée aux familles. En 1985, environ 2 % des élèves sourds ou aveugles étudiaient dans des écoles spécialisées. En général, l'éducation spécialisée ne fait pas partie des priorités du gouvernement actuel.

### Éducation secondaire
L'éducation secondaire dans la république populaire de Chine est complexe. Vers 1960, la politique dite « marcher sur les deux jambes » (walking on two legs) créait des écoles régulière et des écoles techniques. Durant la révolution culturelle, le manque de financement entraîna la fermeture des écoles techniques qui étaient perçues comme une occasion de fournir une éducation inférieure aux familles plus pauvres. Ce n'est que vers la fin des années 1970 que les écoles techniques furent rouvertes.
Les écoles secondaires (middle schools) de la république populaire de Chine sont divisées en deux parties, les niveaux junior (collège) et les niveaux senior (lycée).
- Le niveau junior (collège) compte 3 niveaux et débute vers l'âge de 12 ans ;
- Le niveau senior (lycée), il compte 2 à 3 niveaux et débute vers l'âge de 15 ans.

Le programme comprend des cours de chinois, de mathématiques, de physique, de chimie, d'anglais (d'autres langues comme le russe, le coréen, le japonais sont enseignées dans certaines régions), d'histoire, de géographie, de politique, de sciences, de musique, d'arts, de technologie, éducation physique et d'éducation civique et société.
Au niveau junior, les mathématiques et la langue chinoise comptent pour 38 % du cursus et la langue seconde pour 16 %. Au niveau senior, 50 % du cursus est en sciences et en mathématiques et 30 % en langues. L'entrée au lycée est sur concours (Zhongkao).
Le problème du décrochage, présent dans le primaire, s'accentue encore dans le secondaire, l'école n'étant obligatoire que pendant 9 ans.
Les études secondaires sont sanctionnées au printemps par le gaokao, que l'on peut traduire par « examen du niveau supérieur de l'enseignement secondaire » qui est l'équivalent du baccalauréat français. Il joue le rôle de concours d'entrée à l'université : les admissions sont en effet fonction de l'ordre de classement obtenu à cet examen. Dans sa forme initiale, le gaokao se compose de trois épreuves fondamentales : le chinois, les mathématiques et l'anglais.

### Écoles professionnelles
Les écoles professionnelles visent à remplir les besoins de la modernisation. Les écoles secondaires régulières donnent même des cours, tels qu'en industries, en services, en affaires et en agriculture, afin de faire la promotion des métiers professionnels.
Vers 1985, on comptait près de 3 millions d'étudiants au niveau technique. Même si le nombre d'admissions dans les écoles professionnelles n'a pas vraiment augmenté au cours des dernières années, la proportion des élèves en école technique par rapport à ceux en école généraliste était de 36 % en 1985.
En 1987, il existait quatre types d'écoles professionnelles :
- les écoles techniques qui offraient un programme en quatre ans, suivant le niveau junior, et un programme de 2 ans, suivant le niveau senior, dans des domaines comme le commerce, l'art ou la sylviculture ;
- les écoles polytechniques qui offraient un programme de 2 ans comme charpentier ou comme soudeur ;
- les écoles techniques à vocation particulière qui offraient un programme d'un à trois ans en cuisine, couture, photographie, etc. ;
- les écoles d'agriculture qui offraient une base dans les techniques agricoles.

### La question des migrants intérieurs
Les migrants intérieurs sont principalement des ruraux venus chercher un emploi dans des zones urbaines. Or l'accès aux écoles, y compris à l'école primaire obligatoire, est conditionné par un document spécifique héréditaire délivré par le gouvernement local, le hukou, qui détermine l'ensemble des droits sociaux de son titulaire. Il existe deux catégories de hukou : le rural et l'urbain. De ce fait, ne pouvant pas obtenir un document adapté à leur situation, les migrants ont les pires difficultés à pouvoir scolariser leurs enfants, en particulier à Pékin et Shanghaï. Dans les zones où leurs enfants ne sont pas acceptés dans les écoles publiques, les deux solutions sont de renvoyer l'enfant dans sa localité d'origine, à la garde d'un proche, ou de l'inscrire dans une école privée créée pour la circonstance, avec une qualité d'enseignement plutôt médiocre. Le manque de support légal de ces écoles conduit toutefois à leur destruction périodique au fil des aménagements urbains et de la gentrification de ces quartiers, renforçant ainsi la précarité de ces travailleurs qui doivent abandonner leur habitat pour se rapprocher d'une autre école accessible,.

## Éducation supérieure / Universités
Le gouvernement central détermine un quota de places universitaires par régions, en fonction de leur rang administratif (et non de leur démographie). Il a été mis fin à la gratuité de l'enseignement universitaire et la garantie d'emploi post-université au milieu des années 1990. De ce fait, et sachant qu'elles ne disposaient pas d'un réseau social permettant d'assurer un emploi à leurs enfants, de nombreuses familles des classes les moins aisées et des zones rurales ont renoncé à les envoyer à l'université. Le montant des frais universitaires, estimé à 2 200 $ en 2016, reste toutefois largement inférieur à ceux pratiqués aux États-Unis du fait de subventions gouvernementales, et l'endettement global des étudiants y est par comparaison quasiment inexistant,, même si de nombreux étudiants de zones rurales touchées par le chômage sont dans l'incapacité de rembourser les emprunts souscrits par leurs parents.
L'entrée des futurs étudiants aux établissements supérieurs est soumise aux résultats du baccalauréat chinois (gaokao) et chaque année, les différentes provinces publient un seuil d'entrée en fonction des points totaux obtenus. Même si l'épreuve est d'envergure nationale, les candidats locaux de la province sont privilégiés par rapport aux candidats d'autres provinces, en notant également que les programmes et les épreuves de l'examen peuvent différer d'une province à une autre.
Les candidats issus des minorités ethniques bénéficient de points bonus, une discrimination positive qui devrait compenser une éducation en général moins avancée dans les régions moins développées.
Les universités chinoises obtiennent à très bon classement d'après le Classement mondial des universités QS ou le classement de Shanghai et font partie en général des meilleures universités asiatiques. Les neuf meilleures universités s'unissent notamment en formant la ligue C9.
Les échanges universitaires entre la Chine et l'Afrique ne sont pas nouveaux, mais la tendance repart nettement à la hausse depuis les années 2010. Plus de 50 000 jeunes Africains ont ainsi étudié dans les universités chinoises en 2015, contre 15 000 en moyenne au début des années 2000. Le gouvernement chinois cherche aussi à employer ses universités pour favoriser le rapprochement avec Taïwan. Ainsi, les critères d’admission dans les universités chinoises sont allégés pour les lycéens taïwanais, qui peuvent en outre bénéficier de bourses et de logements. Il est ainsi devenu plus facile pour un jeune Taïwanais d’étudier aux très réputées universités de Pékin ou de Zhejiang que pour un jeune du continent.
| Rang général | Université                                      | Université       | Ville                |
| Rang général | Nom français                                    | Nom chinois      | Ville                |
| ------------ | ----------------------------------------------- | ---------------- | -------------------- |
| 1            | Université Tsinghua                             | 清华大学         | Pékin                |
| 2            | Université de Pékin                             | 北京大学         | Pékin                |
| 3            | Université Fudan                                | 复旦大学         | Shanghai             |
| 4            | Université Jiaotong de Shanghai                 | 上海交通大学     | Shanghai             |
| 5            | Université de Sciences et Technologies de Chine | 中国科学技术大学 | Hefei, Anhui         |
| 6            | Université du Zhejiang                          | 浙江大学         | Hangzhou, Zhejiang   |
| 7            | Université de Nankin                            | 南京大学         | Nankin, Jiangsu      |
| 8            | Université normale de Pékin                     | 北京师范大学     | Pékin                |
| 9            | Université Sun Yat-sen                          | 中山大学         | Canton, Guangdong    |
| 10           | Institut de Technologie de Harbin               | 哈尔滨工业大学   | Harbin, Heilongjiang |

## Éducation internationale

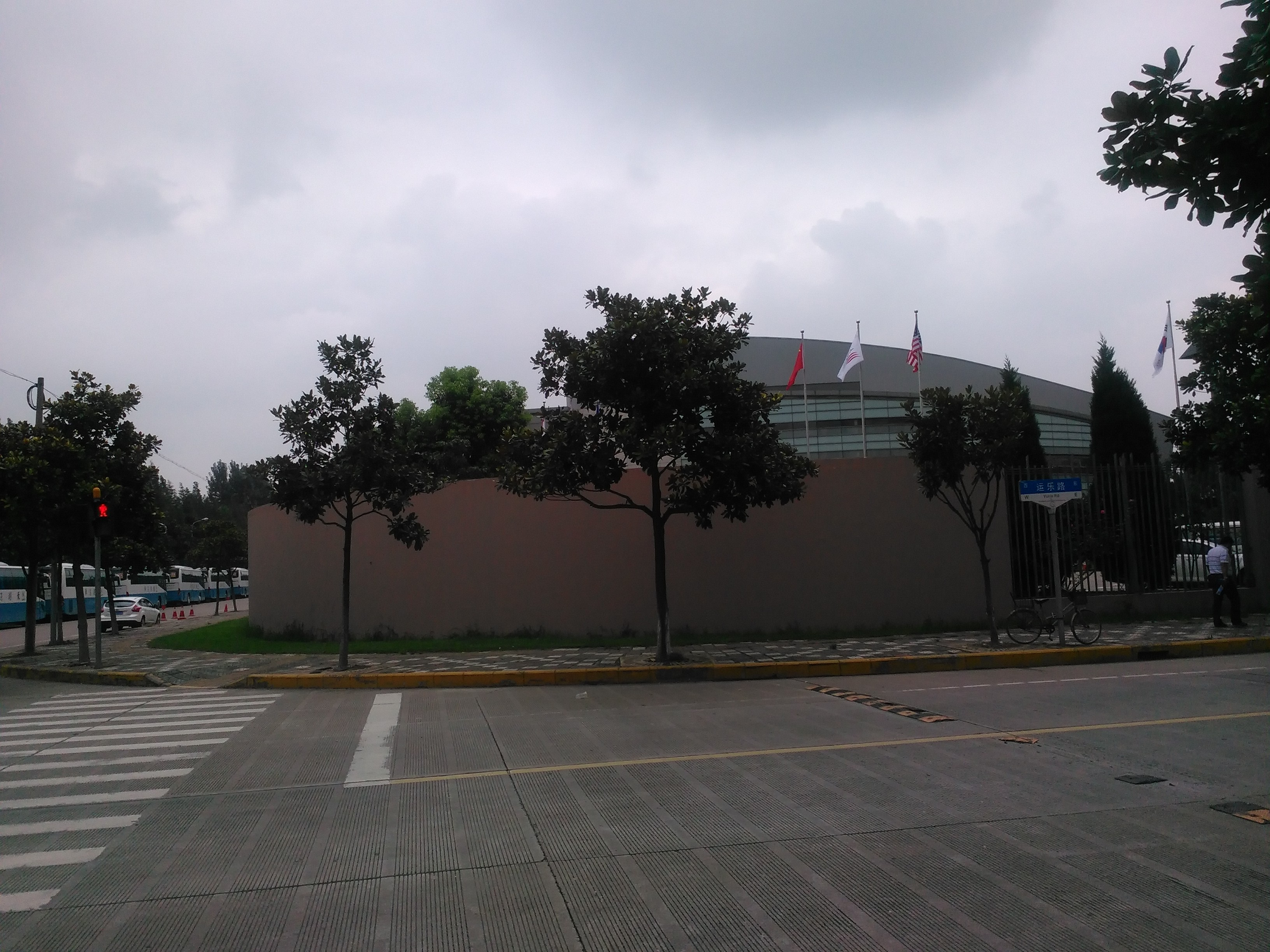
Shanghai American School Puxi Campus

Depuis janvier 2015, le groupe International Schools Consultancy (ISC) a listé la Chine comme ayant 481 écoles internationales. La notion "d'école internationale" est définie par les termes suivants "L'ISC liste une école internationale si l'école située dans un pays non anglophone fournit aux élèves de l'école maternelle, primaire ou secondaire, un programme totalement ou partiellement en Anglais, ou si une école située dans un pays avec l'anglais déclarée comme une langue officielle, offre un programme dispensé en anglais plutôt que le programme national officiel et est internationale dans son orientation." 

### Filmographie
- Les écoliers chinois sous pression, film documentaire de Marije Meerman, Pays-Bas, 2008, 60'